# 浮罗池滑
浮罗池滑是马来西亚槟城州东北县乔治市的市郊，北面为丹绒道光，南临市中心，西面和东面则为槟岛中央山脉和槟城海峡，距乔治市市中心约3公里。浮罗池滑的地名源于槟岛岸外的小岛老鼠岛，是一个以上层阶级人士为主的市郊。浮罗池滑区内也有许多槟城美食，同时是槟城欧亚裔、泰人和缅人等少数民族的聚集地。浮罗池滑自殖民以来一直是岛内较多元化的社区，同时区内也有许多富丽堂皇的寺庙和教堂，其中包括泰佛寺、缅佛寺和圣母受胎基督教堂（Church of Immaculate Conception）和一些领事馆。

## 地名

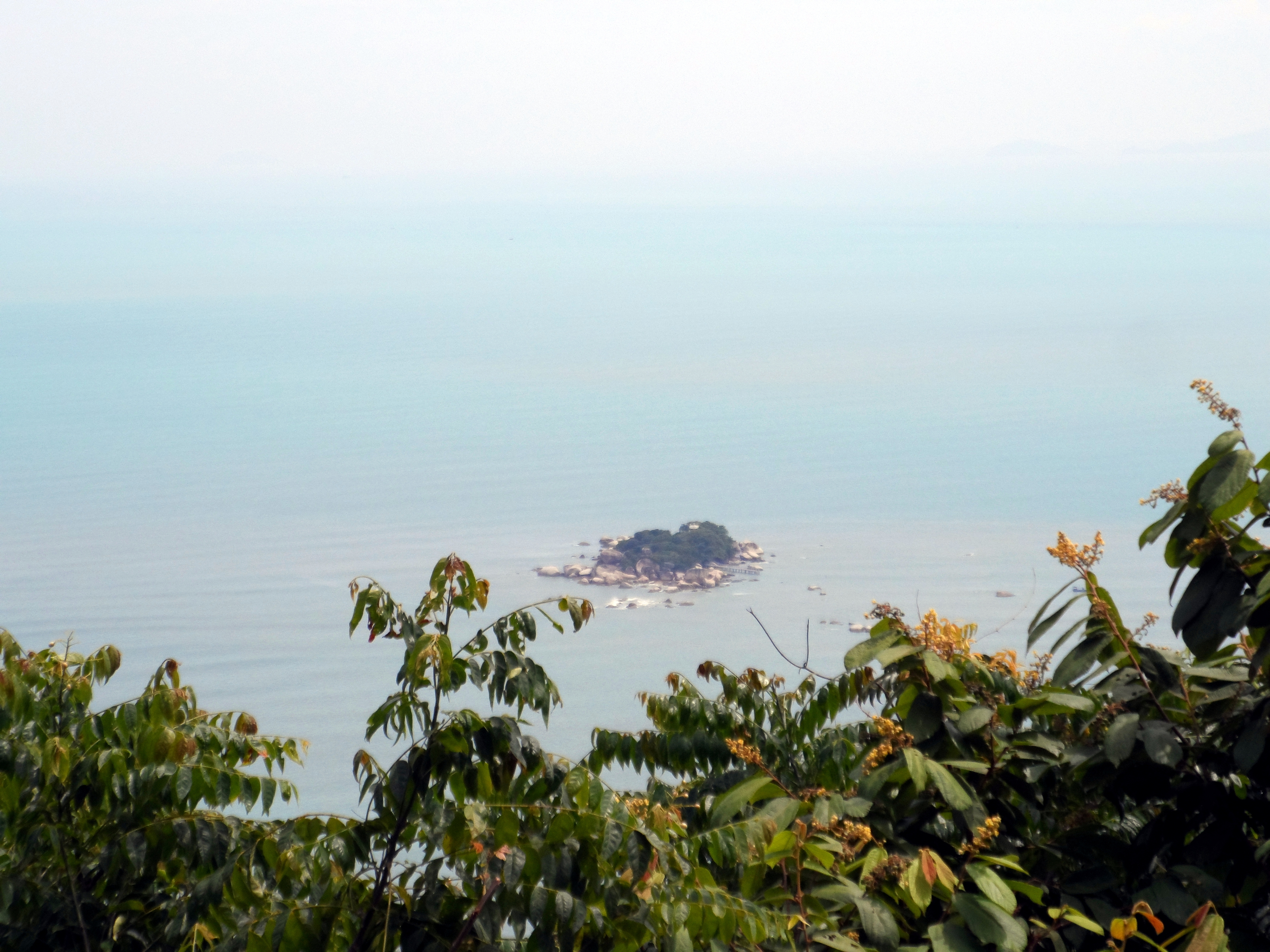
老鼠岛

浮罗池滑的地名来源有两种说法。其中最可信的是源于槟岛东北部海岸约2公里外，丹绒武雅770米外一座形如老鼠的小岛“老鼠岛”，在退潮时会更加明显此地因而得名。民间则传说，浮罗池滑以前有许多老鼠，故以老鼠为名。

## 历史

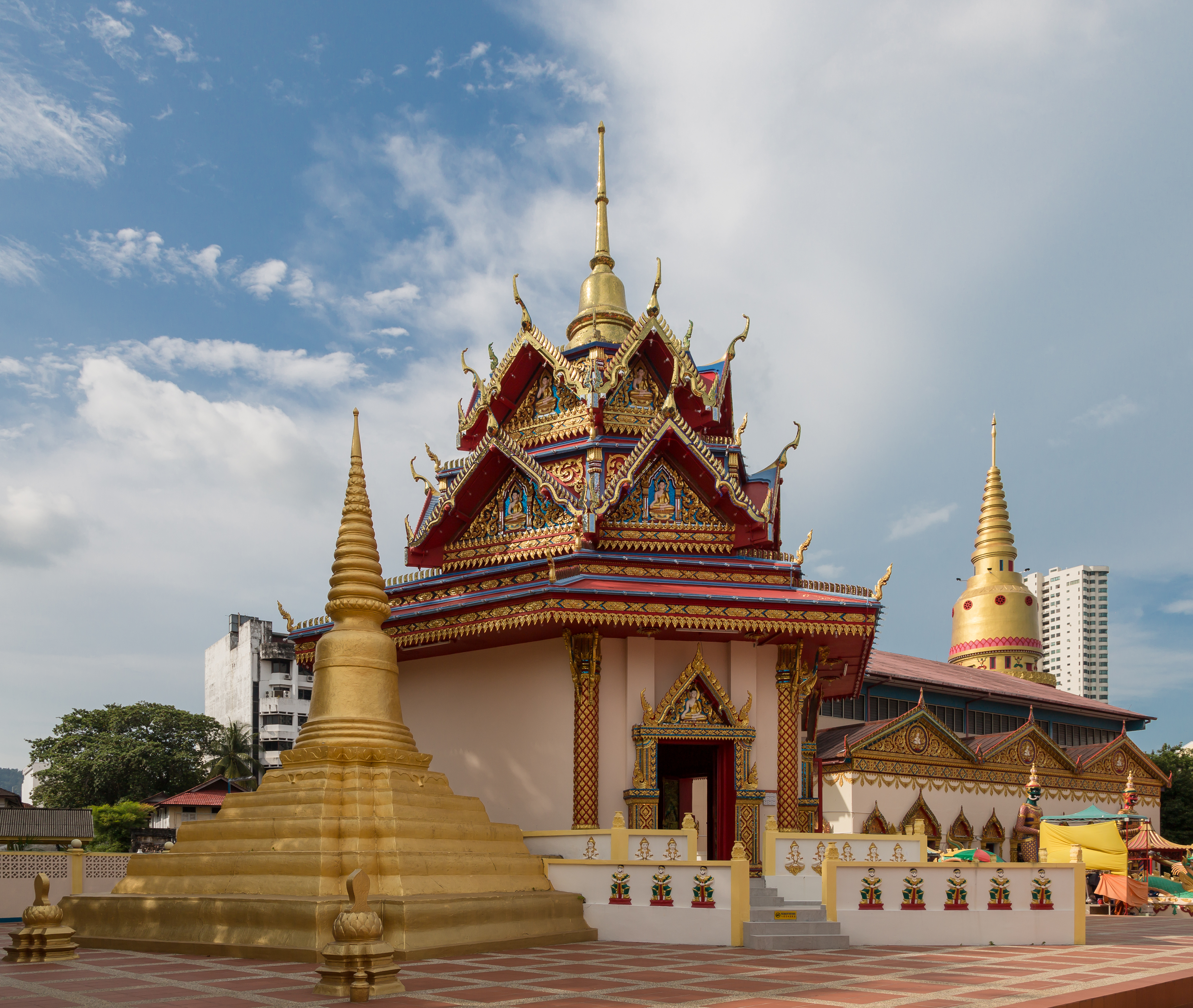
泰佛寺于1845年在由维多利亚女王捐献的土地上兴建

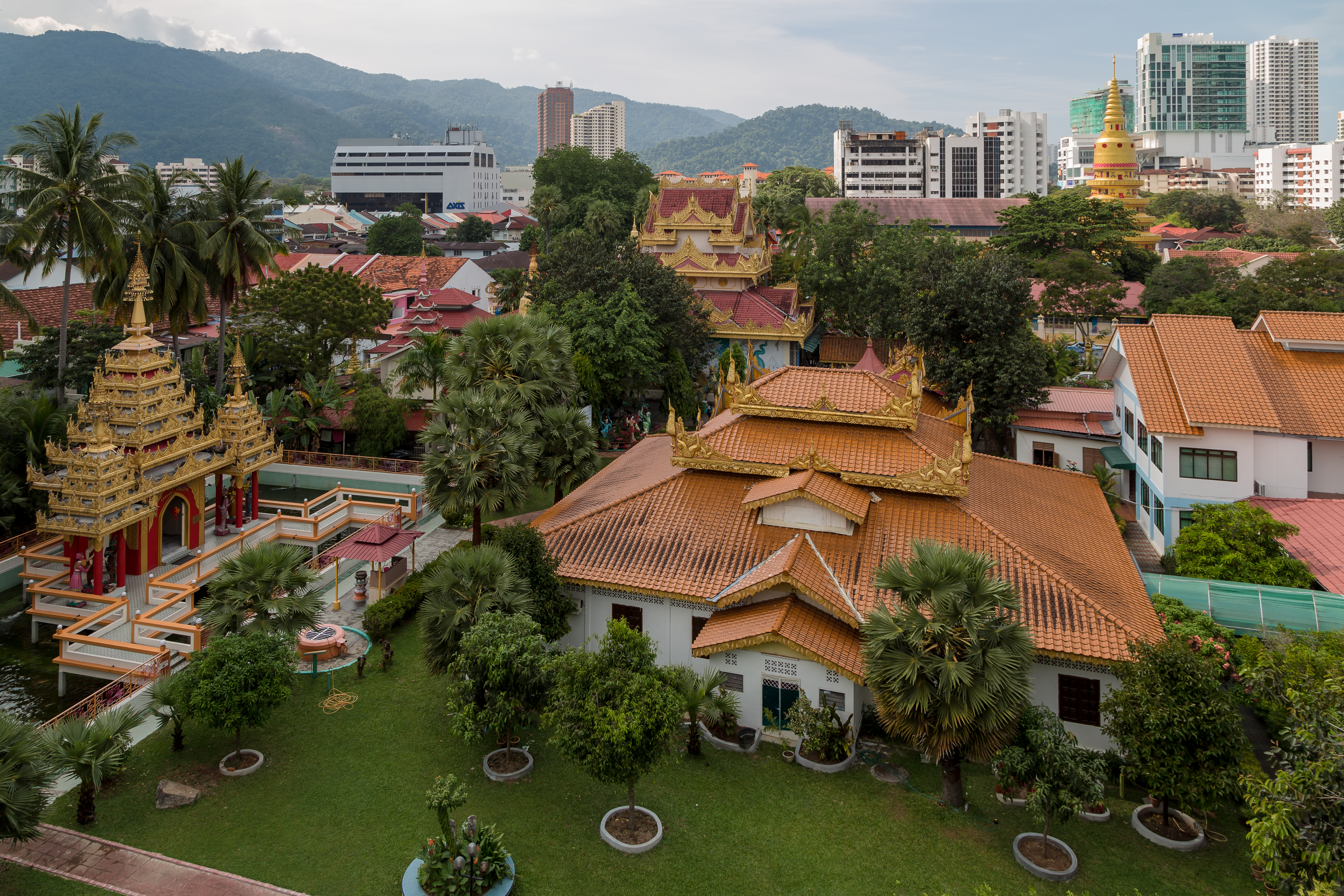
于1803年落成的缅佛寺是马来西亚历史最悠久的缅甸寺庙

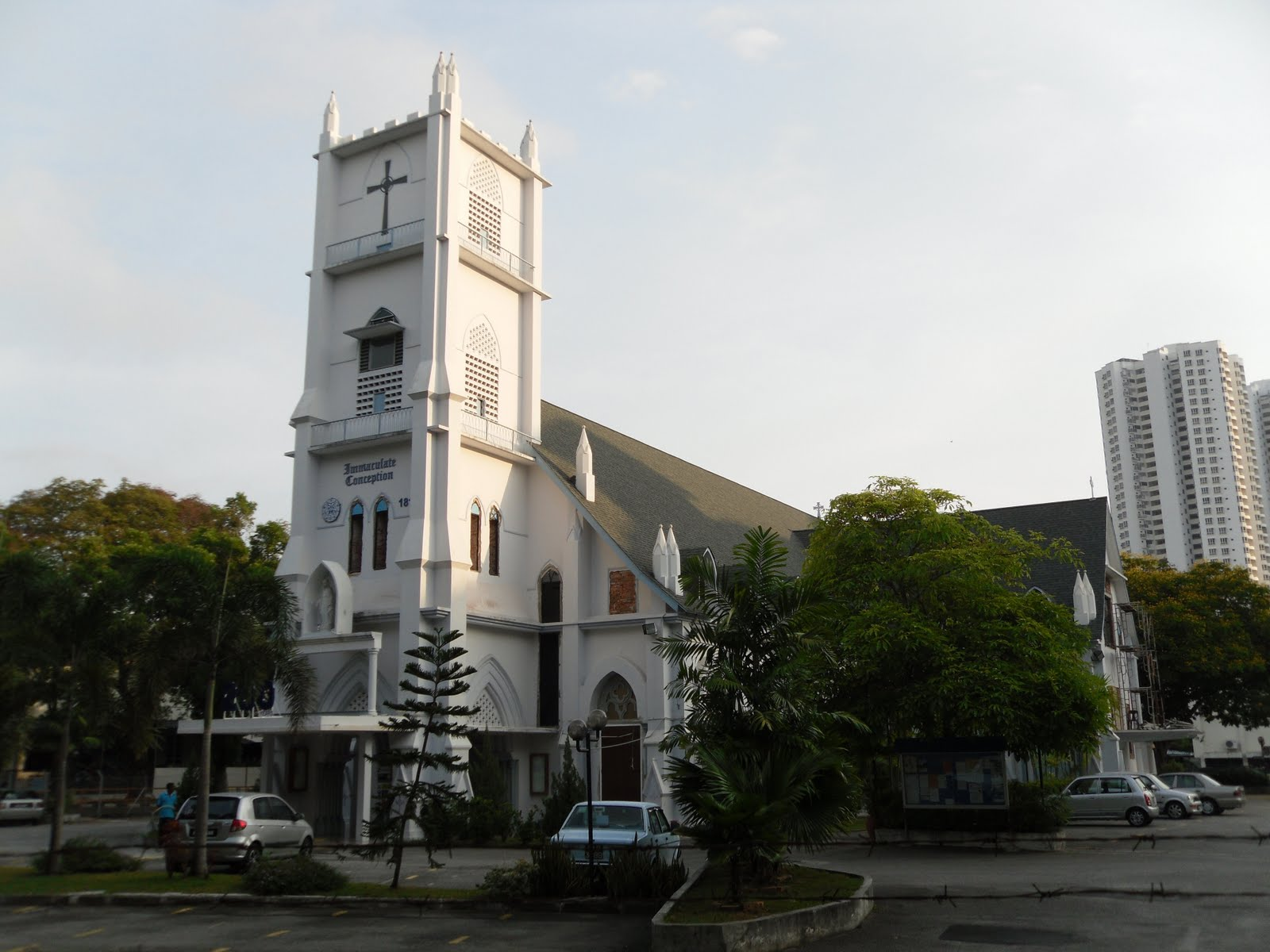
圣母受胎基督教堂于1811年由欧亚裔族群兴建

浮罗池滑最初由从暹罗乘船来的欧亚裔居住，而他们大多数为天主教徒。根据记载，欧亚裔于1811年抵达浮罗池滑，而早在1786年便有一群欧亚裔于乔治市定居，而浮罗池滑的名称也是由这些欧亚裔取的。当他们抵达时，他们便在这里建造村庄，并以圣母受胎基督教堂为中心。缅人也是早期于浮罗池滑定居的族群，并在19世纪初设立村庄，和缅佛寺。不久之后泰人也在这里定居，并设立了两间佛教寺庙，其中以泰佛寺（Wat Chaiyamangkalaram）更为知名。
浮罗池滑西南边的亚逸拉惹园丘由莱特的挚友史谷特（James Scott）开发，并从印度引入劳工，而这些从印度来的劳工便在这里设立了两座兴都庙。马来西亚国父东姑阿都拉曼也选择在浮罗池滑度过他的晚年，居所前的亚逸拉惹路因此改名为东姑阿都拉曼路。
乔治市在经过几个世纪的发展后将浮罗池滑由一个郊外地区蜕变成一个市郊，并在城市化的影响下成为上层阶级人士居住的地方，别墅、殖民建筑及高级公寓都可在这里找到。而新关仔角周边更被誉为槟城最值钱的地皮。

## 交通

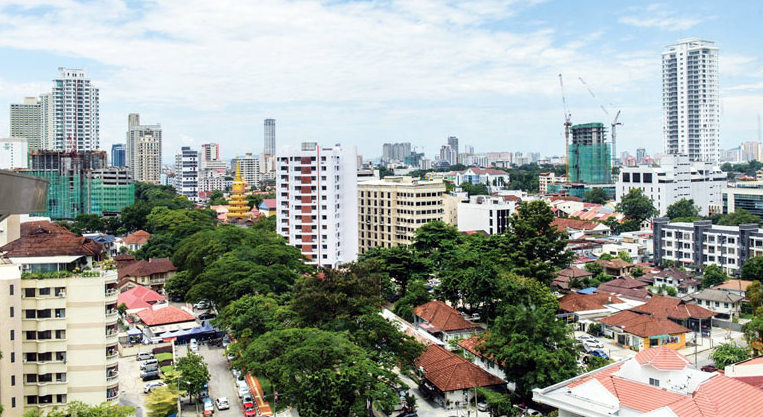
加拉歪路和浮罗池滑天际线

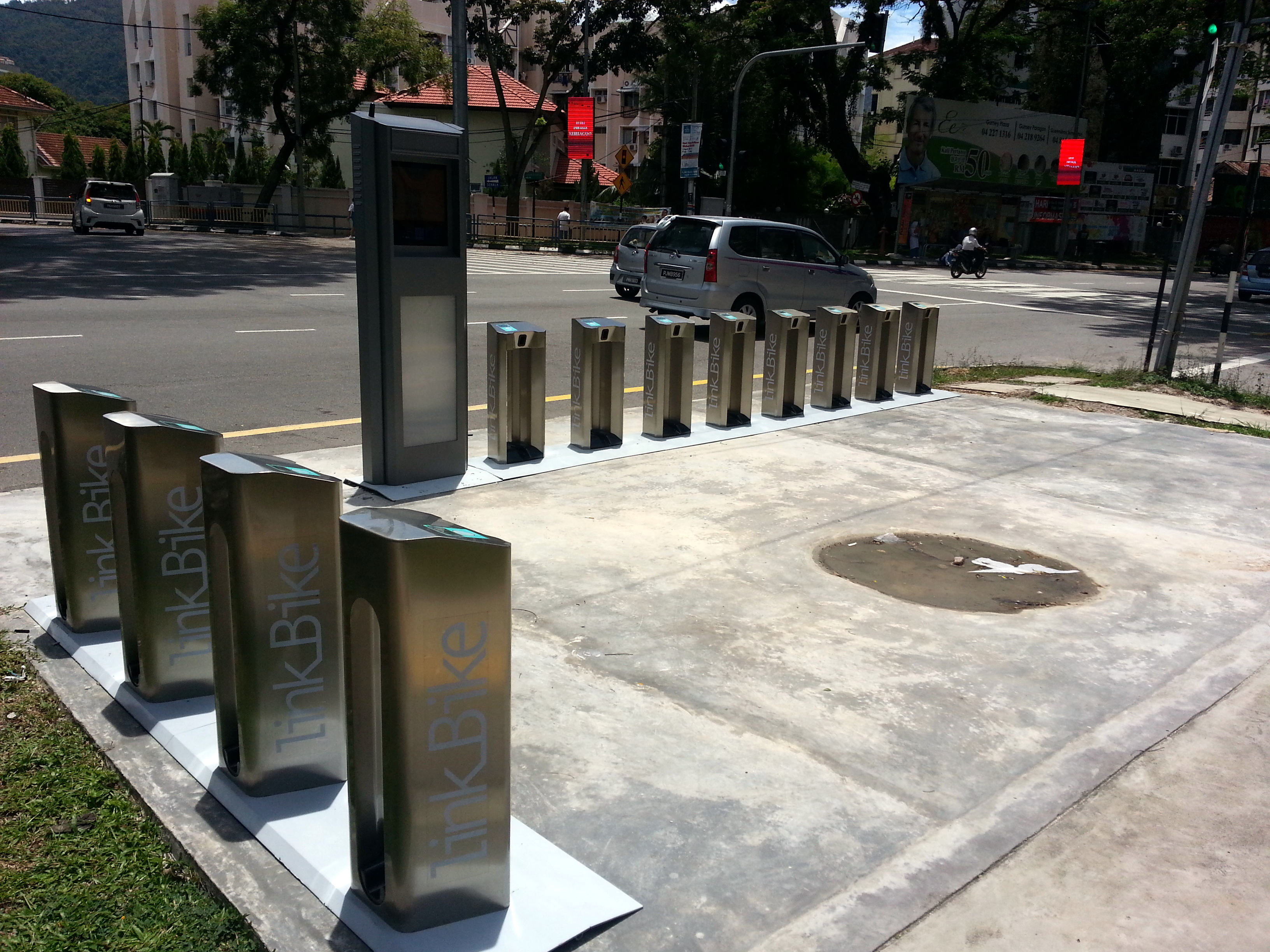
加拉歪路的一个连接脚车（LinkBike）停放站

浮罗池滑的主要道路有车水路、加拉歪路和广东民路，其中加拉歪路和广东民路的交界处是浮罗池滑的商业中心。而车水路和加拉歪路一带时常出现交通拥堵问题，也因如此槟岛市议会（现槟岛市政厅）在2013年将这些道路改为单行道。
直至2017年，浮罗池滑也是乔治市外唯一拥有免费接驳巴士路线的市郊。浮罗池滑免费接驳巴士路线（PTL）由当地州议员叶舒惠于2014年10月推介。这条路线由槟城快捷通及私人界合作运营，刚开始只在浮罗池滑周边穿行，后来路线也北延至白云山和丹绒道光的住宅和商业区。路线总长度为9.5公里，全程約35分鐘，每小时一班。
除了免费巴士服务以外，槟城快捷通也在浮罗池滑提供公共巴士服务。其中通往这里的巴士路线有101、102、103、104以及304号，可通往槟岛的其他地点如乔治市市中心、槟城国际机场、皇后湾广场、峇都丁宜、直落巴巷等。
而随乘随下双层开篷观光巴士也在加拉歪路设有站点，该站周边有泰佛寺和缅佛寺两个旅游景点。
浮罗池滑的路边人行道也具备导盲砖，而行人道旁也设有栅栏隔开车道。而车水路一带也设有休闲空间，并充做城市的小绿肺。浮罗池滑部分地区也提供公共脚车供市民租借脚车环游四周。

## 教育
浮罗池滑区内共有2间小学、4间中学和2间私立学院。此外，浮罗池滑也设有一间国际学校供区内外籍人士的子女就读。位于哥德路的槟华女中自1919年创立，是浮罗池滑区内唯一的国民型华文中学；位于峇眼惹玛路，浮罗池滑西北角的菩提独立中学是马来西亚第一所佛教中学，同时也是区内唯一的华文独立中学。
以下为浮罗池滑区内的教育机构：
小学
- 槟华华文小学[25]
- 圣芳济国小（分校）[26]

中学
- 浮罗池滑修道院国中
- 槟华女子国民型华文中学
- 槟华女子独立中学
- 菩提独立中学[23]

国际学校
- 圣克里斯多夫国际小学[27]

私立学院
- 立达学院（DISTED College）[28]
- PTPL学院[29]
- 槟安医院的医护学院[30]

## 保健
位于车水路的槟安医院（Penang Adventist Hospital）是槟城州内著名的私立医院。该医院于1924年创立，原位于市中心但在之后迁移至现址该医院共有5层楼和253张床位和一间肿瘤科中心，提供放射治疗服务。截至2014年，槟安医院共接待了84,000名病人，其中百分之40是非马来西亚公民如来自印度尼西亚的人。

## 购物

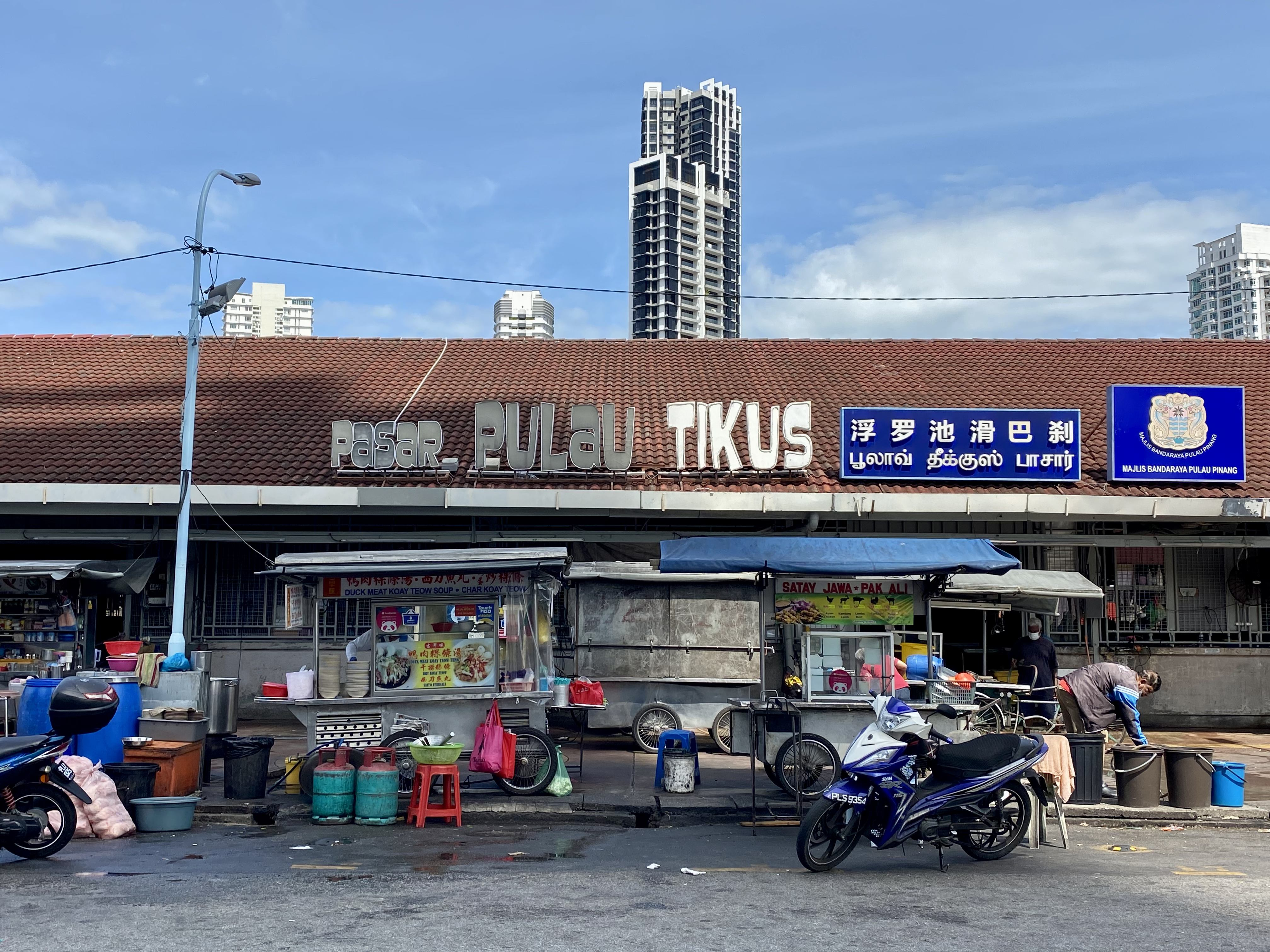
浮罗池滑巴刹以道地美食而闻名

浮罗池滑区内有一间“新城”超级市场，位于广东民路的Axis大楼，备有许多马来西亚本地产品。除了超市，浮罗池滑区内共有两间大型商场，合您广场和葛尼百利宫广场。两间商场皆位于新关仔角商圈内，客流量众多。此外，自1955年创立的浮罗池滑巴刹，是当地唯一的菜市场，而顾客主要是上流社会阶级，可在这里找到槟城美食。

## 領事機構
- 中国駐槟城領事館[35]
- 印度尼西亞駐槟城領事館[36]
- 泰國駐槟城領事館[37]